# 3e Division canadienne (1915-1919)
Pour les articles homonymes, voir 3e division.
La 3e Division canadienne était une formation du Corps canadien durant la Première Guerre mondiale. Elle a été formée en France en 1915 et placée sous le commandement du major-général Malcolm Mercer (en). Ses membres ont servi en France et en Flandre jusqu'à l'armistice. Pendant qu'il était à Ypres avec la 3e Division, Mercer est devenu le plus haut gradé canadien à mourir au combat durant la Première Guerre mondiale. Il fut remplacé par Louis Lipsett (en) qui commanda la division jusqu'au mois de septembre 1918 peu avant d'être lui-même tué au combat.

## Chefs de corps
- décembre 1915 - 3 juin 1916 : Major-général Malcolm Mercer (en) (mort au combat)
- 4 juin 1916 - 14 octobre 1918 : Major-général Louis Lipsett (en) (mort au combat)

## Composition
- 7e brigade d'infanterie canadienne :

The Royal Canadian Regiment, décembre 1915 - 11 novembre 1918.
Princess Patricia's Canadian Light Infantry, 24 décembre 1915 - 11 novembre 1918.
The Black Watch (Royal Highland Regiment) of Canada, décembre 1915 - 11 novembre 1918.
49e bataillon d'infanterie canadienne (en) (The Loyal Edmonton Regiment), décembre 1915 - 11 novembre 1918.
- 8e brigade d'infanterie canadienne :

1er bataillon de fusiliers montés canadiens (en), décembre 1915 - 11 novembre 1918.
2e bataillon de fusiliers montés canadiens (en), décembre 1915 - 11 novembre 1918.
4e bataillon de fusiliers montés canadiens (en), décembre 1915 - 11 novembre 1918.
5e bataillon de fusiliers montés canadiens (en), décembre 1915 - 11 novembre 1918.
- 9e brigade d'infanterie canadienne (rattachée en janvier 1916) :

43e bataillon d'infanterie canadienne (Cameron Highlanders), janvier 1916 - 11 novembre 1918.
52e bataillon d'infanterie canadienne (en), janvier 1916 - 11 novembre 1918.
58e bataillon d'infanterie canadienne (en), janvier 1916 - 11 novembre 1918.
60e bataillon d'infanterie canadienne (Victoria Rifles), décembre 1915 - 11 novembre 1918.
116e bataillon d'infanterie canadienne (en), janvier 1916 - 11 novembre 1918.